# Plagiolepis grassei
Plagiolepis grassei é uma espécie de insecto da família Formicidae.
É endémica de França.
É uma formiga parasita que vive nos formigueiros da espécie Plagiolepis pygmaea. Os indivíduos dessa espécie são sobretudo fêmeas sexuadas e machos, com apenas um pequeno número de obreiras. Em muitos aspetos a Pl. grassei parece ser uma espécie intermédia entre a espécie hospedeira e outra espécie que também parasita a Pl. pygmaea, a Plagiolepis xene - a Pl. grassei é mais pequena que a Pl. pygmaea mas maior que a Pl. xene, e a Pl. xene é completamente desprovida de obreiras.